# Ib Mossin
Ib Erik Mossin (Frederiksberg, 3 juli 1933 - 17 december 2004) was een Deens acteur, scenarioschrijver en filmregisseur. Hij was getrouwd met actrice Anne-Marie Juhl. 

## Biografie
Ib Mossin begon zijn carrière met een aantal kleine bijrollen. Daarnaast was hij visser van beroep.
In 1953 brak hij door met een van de hoofdrollen in de klassieker, Farlig Ungdom (Gevaarlijke Jeugd). Mossin is echter het meest bekend uit de serie Far til fire (Vader van vier), waarin hij de hoofdrol speelde van de oudste zoon Peter. Deze serie bestond uit negen delen, die tussen 1953 en 1971 in première gingen. Daarnaast vereeuwigde hij verschillende liedjes zoals Bornholm, Bornholm, Bornholm,  Du er min Øjesten (duet met Peter Malberg), en Spil en Polka, Spillemand. Bij aankomst in Rønne op het Deense eiland Bornholm met de BornholmerFærgen, wordt nog steeds het lied Bornholm, Bornholm, Bornholm via de luidsprekers van de veerboot ten gehore gebracht.
Naast vele hoofdrollen speelde Mossin ook een groot aantal bijrollen. In de serie Matador, over het leven in een plattelandsdorp van voor en tijdens de Tweede Wereldoorlog (1929-1947), speelde Mossin de rol van een nazi-soldaat.

## Filmografie

### Acteur
- Farlig ungdom (1953)
- Fløjtespilleren (1953)
- Far til fire (1953)
- Far til fire i sneen (1954)
- Far til fire på landet (1955)
- Far til fire i byen (1956)
- Flintesønnerne (1956)
- Bundfald (1957)
- Far til fire og onkel Sofus (1957)
- Vagabonderne på Bakkegården (1958)
- Far til fire og ulveungerne (1958)
- Far til fire på Bornholm (1959)
- Det skete på Møllegården (1960)
- Sømand i knibe (1960)
- Jetpiloter (1961)
- Far til fire med fuld musik (1961)
- Der brænder en ild (1962)
- Sikken familie (1963)
- Kampen om Næsbygård (1964)
- Næsbygårds arving (1965)
- Krybskytterne på Næsbygård (1966)
- Brødrene på Uglegården (1967)
- Uden en trævl (1968)
- Det var en lørdag aften (1968)
- Olsen-banden (1968)
- Olsen-banden på spanden (1968)
- Far til fire i højt humør (1971)
- Every Afternoon (1972)
- Det gode og det onde (1975)
- Sønnen fra Vingården (1975)
- I løvens tegn (1976)
- Den dobbelte mand (1976)
- Familien Gyldenkål vinder valget (1977)
- I skorpionens tegn — Agent 69 Jensen (1977)
- En by i Provinsen (1977–1980)
- I skyttens tegn (1978)
- Matador (1978–1981)
- Johnny Larsen (1979)
- Det parallelle lig (1982)
- Forræderne (1983)
- Ved stillebækken (1999-1999)

### Scenarioschrijver en filmregisseur
- Kampen om Næsbygård (1964)
- Krybskytterne på Næsbygård (1966)
- Brødrene på Uglegaarden (1967)
- Stormvarsel (1968)
- Far til fire i højt humør (1971)
- Manden på Svanegården (1972)
- Fætrene på Torndal (1973)
- Sønnen fra vingården (1975)
- Brand-Børge rykker ud (1976)